# Corymorpha cargoi
Corymorpha cargoi is een hydroïdpoliep uit de familie Corymorphidae. De poliep komt uit het geslacht Corymorpha. Corymorpha cargoi werd in 1991 voor het eerst wetenschappelijk beschreven door Vargas-Hernandez & Ochoa-Figueroa. 